# José Corrêa Maia (capitão)
José Corrêa Maia (Porto, Santo Ildefonso, c. 1697), capitão e Procurador do Senado de Vila Rica, Brasil, no segundo quartel do século XVIII.

## Biografia
O capitão José Corrêa Maia, nasceu no Porto, freguesia de Santo Ildefonso, c. 1697. Em 1742 era Procurador de Vila Rica de Nossa Senhora do Pilar de Ouro Preto, Capitania de Minas Gerais, no Brasil.
Participou na organização das cerimónias fúnebres do Rei D. João V, em Vila Rica. No Auto de Vereação do Senado da Câmara de Vila Rica de Nossa Senhora do Pilar de Ouro Preto, de 18 de dezembro de 1750, ficou estabelecido que encabeçasse o cortejo que saía dos Passos do Concelho “a cavalo com capa e casaca de baeta preta, levando ao ombro a dita bandeira preta que arrastará no chão (...)”. ).
Em 14 de abril de 1751, há notícia de que ajustou com Francisco Mexia, na presença de todo o Senado de Vila Rica, a Música para a coroação d'El-Rei o Senhor Dom José que Deus guarde o primeiro para o Te Deum Laudamos. )

## Família
Era filho de Vicente da Maia casado em 30 de abril de 1696, Santo Ildefonso, com Luisa Corrêa e neto paterno de Domingos da Maia e de Ana Gonçalves. Casou com Ana Maria de Jesus Fero, sepultada na Capela da Ordem Terceira de São Francisco (Porto) a 5 de março de 1779 de quem teve um filho, Manuel Félix Corrêa Maia, Cavaleiro da Ordem de Cristo, Procurador da Cidade do Porto.[carece de fontes?]